# Triatlo nos Jogos Paralímpicos de Verão de 2020
O Triatlo nos Jogos Paralímpicos de Verão de 2020, em Tóquio, no Japão, acontecerá no Parque Marinho de Odaiba. Esta será a segunda vez que o triatlo será programado nos Jogos Paralímpicos. Haverá oito eventos (quatro eventos masculinos e femininos cada); dois eventos a mais do que os anteriormente disputados nas Paralimpíadas de verão de 2016.
O percurso da corrida será de 750 m de natação, 20 passeio de bicicleta e 5 km percorridos, a parte da prova de natação será realizada na Baía de Odaiba, enquanto os percursos de ciclismo e corrida percorrerão o bairro West Promenade de Odaiba, que contará com cachoeiras e jardins públicos.
Os Jogos Olímpicos e Paralímpicos de verão de 2020 foram adiados para 2021 devido à pandemia de COVID-19. Eles manterão o nome de 2020 e serão realizados 24  de agosto para 5 de setembro de 2021.

## Qualificação
Serão 80 vagas qualificadas no triatlo (36 masculinas, 36 femininas e 8 livres). O período de qualificação paraolímpica começou em 28 de junho de 2019 e adicionou uma suspensão do período de 16 de março de 2020 devido à pandemia de COVID-19 que causou o adiamento dos Jogos Paraolímpicos de Verão de 2020 para agosto de 2021, o período de classificação de qualificação terminará em 15 de julho de 2021.
- Uma vaga de qualificação é alocada para o NPC e não para o atleta individual; entretanto, no Convite da Comissão Bipartite, a vaga é alocada para o atleta individual e não para o NPC.
- Um NPC pode alocar no máximo duas vagas por evento de medalha e/ou no máximo dezesseis atletas no total.
- Na lista de classificação paraolímpica da ITU, os nove melhores atletas do sexo masculino ou feminino obtêm, cada um, uma vaga de qualificação em cada evento de medalha.

## Calendário
Todos os eventos começam às 6:30 da manhã e termino às 11h10 da manhã (no horário padrão japonês UTC +9)
| CA | Cerimônia de abertura | ● | Finais do evento | CE | Cerimônia de encerramento |

| Ter 24 de agosto | Qua 25 de agosto | Qui 26 de agosto | Sex 27 de agosto | Sáb 28 de agosto | Dom 29 de agosto | Seg 30 de agosto | Ter 31 de agosto | Qua 1 de setembro | Qui 2 de setembro | Sex 3 de setembro | Sáb 4 de setembro | Dom 5 de setembro | Ouro medalhas |
| ---------------- | ---------------- | ---------------- | ---------------- | ---------------- | ---------------- | ---------------- | ---------------- | ----------------- | ----------------- | ----------------- | ----------------- | ----------------- | ------------- |
| CA               |                  |                  |                  | •                | •                |                  |                  |                   |                   |                   |                   | CE                | 8             |

## Resumo da medalha

### Tabela de medalha
| Pos.                | País                | Ouro | Prata | Bronze | Total |
| ------------------- | ------------------- | ---- | ----- | ------ | ----- |
| 1                   | Estados Unidos      | 3    | 2     | 0      | 5     |
| 2                   | Espanha             | 1    | 1     | 2      | 4     |
| 3                   | Grã-Bretanha        | 1    | 1     | 1      | 3     |
| 4                   | França              | 1    | 0     | 1      | 2     |
| 5                   | Alemanha            | 1    | 0     | 0      | 1     |
| 5                   | Países Baixos       | 1    | 0     | 0      | 1     |
| 7                   | Itália              | 0    | 1     | 1      | 2     |
| 7                   | Japão               | 0    | 1     | 1      | 2     |
| 9                   | Austrália           | 0    | 1     | 0      | 1     |
| 9                   | Áustria             | 0    | 1     | 0      | 1     |
| 11                  | Canadá              | 0    | 0     | 1      | 1     |
| Total (11 entradas) | Total (11 entradas) | 8    | 8     | 7      | 23    |

### Medalhistas
| Evento               | Ouro                                               | Prata                                                            | Bronze                                          |
| -------------------- | -------------------------------------------------- | ---------------------------------------------------------------- | ----------------------------------------------- |
| Masculino (Detalhes) | Jetze Plat ( Países Baixos)                        | Florian Brungraber ( Áustria)                                    | Giovanni Achenza ( Itália)                      |
| Masculino (Detalhes) | Alexis Hanquinquant ( França)                      | Hideki Uda ( Japão)                                              | Alejandro Sánchez Palomero ( Espanha)           |
| Masculino (Detalhes) | Martin Schulz ( Alemanha)                          | George Peasgood ( Reino Unido)                                   | Stefan Daniel ( Canadá)                         |
| Masculino (Detalhes) | Brad Snyder (guia: Greg Billington) Estados Unidos | Héctor Catalá Laparra (guia: Gustavo Rodríguez Iglesias) Espanha | Satoru Yoneoka (guia: Kohei Tsubaki) Japão      |
| Feminino (Detalhes)  | Kendall Gretsch ( Estados Unidos)                  | Lauren Parker ( Austrália)                                       | Eva Moral ( Espanha)                            |
| Feminino (Detalhes)  | Allysa Seely ( Estados Unidos)                     | Hailey Danz ( Estados Unidos)                                    | Veronica Yoko Plebani ( Itália)                 |
| Feminino (Detalhes)  | Lauren Steadman ( Reino Unido)                     | Grace Norman ( Estados Unidos)                                   | Claire Cashmore ( Reino Unido)                  |
| Feminino (Detalhes)  | Susana Rodríguez (guia: Sara Loehr Espanha         | Anna Barbaro (guia: Charlotte Bonin) Itália                      | Annouck Curzillat (guia: Céline Bousrez) França |